# Антиклея (растение)
Антиклея (лат. Anticlea; от имени героини древнегреческих мифов Антиклеи) — род травянистых растений семейства Мелантиевые (Melanthiaceae), распространённый в Азии и Северной Америке.

## Ботаническое описание
Многолетние травянистые растения. Луковица плёнчатая, узкояйцевидная. Листья от линейных до узколанцетных, сближены в нижней части стебля.
Соцветие — рыхлая кисть или метёлка. Околоцветник колокольчатый или почти колёсовидный; листочков 6, одинаковые. Тычинок 6, пыльники от почковидных до обратносердцевидных. Завязь полунижняя. Плод — удлинённая коробочка. Семена от угловатых до крылатых. Хромосомы: x=8, 2n=32.

## Виды
Род включает около 10 видов:
- Anticlea elegans (Pursh) Rydb. — Антиклея изящная
- Anticlea frigida (Schltdl. & Cham.) Zomlefer & Judd
- Anticlea hintoniorum (B.L.Turner) Zomlefer & Judd
- Anticlea mogollonensis (W.J.Hess & Sivinski) Zomlefer & Judd
- Anticlea neglecta (Espejo, López-Ferr. & Ceja) Zomlefer & Judd
- Anticlea occidentalis (A.Gray) Zomlefer & Judd
- Anticlea sachalinensis (F.Schmidt) Zomlefer & Judd — Антиклея сахалинская [syn.  Stenanthium sachalinense F.Schmidt — Стенантиум сахалинский]
- Anticlea sibirica (L.) Kunth typus[1] — Антиклея сибирская [syn.  Zigadenus sibiricus (L.) A.Gray — Зигаденус сибирский]
- Anticlea virescens (Kunth) Rydb.
- Anticlea volcanica (Benth.) Baker